# Freedom Flight
Freedom Flight, sorti à l'automne 1971 chez Epic Records, est le deuxième album de Shuggie Otis. L'album contient la version originale de Strawberry Letter 23, qui deviendra un succès en 1977 lorsqu'il est repris par The Brothers Johnson. Cette chanson connaît un renouveau de popularité en 1997, lorsqu'elle figure dans la bande originale du film Jackie Brown, de Quentin Tarantino. 
Les musiciens présents incluent des pointures comme le pianiste de jazz et funk George Duke, Wilton Felder des Jazz Crusaders, Aynsley Dunbar ou encore le propre père de Shuggie, le musicien Johnny Otis. 
Les chansons Sweet Thang et Purple apparaissent dans la bande originale du film 2013 Dallas Buyers Club . 

## Liste des pistes
| 1. | Ice Cold Daydream       | 2:29 |
| 2. | Strawberry Letter 23    | 3:57 |
| 3. | Sweet Thang             | 4:11 |
| 4. | Me and My Woman         | 4:16 |
| 5. | Somone's Always Singing | 3:22 |

Face 2
| 1.    | Purple         | 7:07  |
| 2.    | Freedom Flight | 12:57 |
| 38:19 |                |       |

## Personnel
- Shuggie Otis - Chant et chœurs, guitare, basse, orgue, piano, batterie, cloches, guitare slide, piano honky
- Johnny Otis - Percussions, chœurs
- Wilton Felder - basse
- George Duke - Orgue, piano électrique, celesta
- Aynsley Dunbar - Batterie
- Mike Kowalski - Batterie
- Richard Aplanalp - Saxophone ténor, hautbois, flûte
- James 'Supe' Bradshaw - Harmonica, chœurs
- Venetta Fields, Clydie King, Sherlie Matthews - Voix d'accompagnement